# 南極の犯罪
南極の犯罪（なんきょくのはんざい）は比較的まれであるが、隔離性と滞在中の退屈により、特定の人々が悪い影響を受け、犯罪を引き起こす可能性がある。南極における問題としてはアルコール依存症が知られており、それは決闘や公然わいせつを引き起こす。他に南極大陸で発生したことのある犯罪としては違法な薬物の使用、野生動物の狩猟・殺害、環境保護区内でのオートバイでの競走、殺傷能力のある武器を用いた暴行、殺人未遂、放火が挙げられる。セクシュアル・ハラスメントも報告されている。
南極では窃盗はまれで、今後も起こる可能性は低い。なぜなら、南極に入域する者は多くの所持品を持ち込むことはできない上、そもそも南極では金銭を使用する機会が非常に少ないためである。
53か国が批准している1959年の南極条約により、南極で犯罪を行った人物はその人物の国籍国の法律によって裁かれることとなっている。

## 南極での犯罪に適用される国内法

### 南アフリカ
南極に滞在する南アフリカ国民は1962年に制定された南アフリカ国民の南極滞在に関する法律によって南アフリカ法の支配下に置かれることになっている。1996年に制定された南極条約法により、南極条約に違反する行為は犯罪行為となることが定められている。これらの2つの法律により、南極での犯罪はケープタウンにある治安判事裁判所の管轄となることが決まっている。

### イギリス
1994年に制定された南極法により、イギリスの全ての法律は南極にいる全てのイギリス国民にも同様に適用されることになっている。これに加え、イギリス領南極地域の総督はイギリス領南極地域の域内において法を執行する権限を持つ。

### アメリカ合衆国
1984年10月12日に施行された1984年総合犯罪規制法は、アメリカ国民によって、またはアメリカ国民に対して行われた犯罪に対して適用される。それによれば、アメリカ合衆国の国外にいるアメリカ国民が行った犯罪は、犯罪が行われた場所がどこか他の国に所属するのでない限り、やはり特定のアメリカ法によって裁かれることとなる。どこの国の領域でもない場所でアメリカ人が犯罪を行ったり、外国人がアメリカ人に対して犯罪を行ったりした場合は、アメリカ合衆国連邦裁判所で裁かれることとなる。これは、公海または南極で行われた犯罪に対して適用される。南極において領有権を主張している国もあるが、アメリカ合衆国はそれらの主張を認めていない。
1984年の総合犯罪規制法の適用対象となる犯罪の例としては、殺人・傷害・放火・強姦・国家への反逆・連邦政府職員への賄賂などが挙げられる。

## 南極で発生した主な犯罪の一覧
- 1959年 - プリンセス・エリザベス・ランドにある、当時ソビエト連邦が運営していたボストーク基地で、チェスの対局の結果を巡って2人の科学者の間で決闘が発生した[9][2][10]。一方が対局に負けた際、彼は激昂して対局相手をピッケルで殴ったという[10][9][2]。いくつかの文献によれば、これは殺人事件であったというが[10][9][2]、他の文献にはこの攻撃は致命傷にはならなかったと記載されているものもある[11]。ソ連国家保安委員会による調査が行われた後、ソ連の南極基地ではチェスの対局を行うことが禁止され、これはソ連の基地がロシアに引き継がれてからも続いている[9][10]。

- 1984年4月12日 – パラダイス湾の近くのコートレー半島にあるアルゼンチンのブラウン基地 (Estación Científica Almirante Brown)においてこの日、基地の代表者と医師が基地の元々の施設に放火し、全焼する事件が発生した。この事件は彼らがこの基地で越冬することを命令された後に発生した[12]。基地にいた隊員は船舶「ヒーロー」号によって救助され、アンベール島にあるパーマー基地に輸送された[13]。2つの基地は58 km離れていた。

- 1996年10月9日 – マクマード基地の台所で、2人の労働者の間で決闘が発生した[14]。一人の労働者が、もう一人の労働者を金槌で殴った[14]。もう一人の料理人がこの決闘を止めようと試みたが、この料理人も負傷した[14]。英語版ウィキペディアにおいては2人の犯人の氏名が掲載されているが、日本語版ではプライバシーの関係上掲載は控える。2人とも、裁縫を行うことを命令されていた[14]。連邦捜査局は事件を調査し犯人を逮捕するためにマクマード基地に捜査官を派遣した[3]。容疑者はハワイ州のホノルルに移送され、そこで容疑者は「危険な兵器を用いて、4回の暴行を加えた」という罪状を言い渡された[15]。しかし、容疑者は最終的には無罪を言い渡された[16]。このことについてこれ以上の情報は一般に公表されていない。

- 2000年5月11日 – 南極点にあるアメリカ合衆国のアムンゼン・スコット基地でオーストラリアの天体物理学者ロドニー・マークスが発熱や腹痛、吐き気といった症状を訴え[17]、翌5月12日に死去した[18]。当時は、マークスの死は自然の要因によるものであったと考えられていた[17]。当時は南極の冬の始まりであったため、マークスの遺体は6か月間にわたって搬送することができなかった[17]。遺体は観測所の冷凍庫の中で保管された[17]。6か月間の隔離期間が終わった後、遺体は剖検のためにニュージーランドのクライストチャーチに運ばれた[17]。剖検の結果、マークスの死因はメタノール中毒であったことが判明した[17]。どのようにしてメタノール中毒が起きたのかは謎のままである[17]。

- 2018年10月9日 – この日、キングジョージ島にあるロシアの調査基地、ベリングスハウゼン基地 (ロシア語: станция Беллинсгаузен)で傷害事件が発生した[19]。被疑者はこの基地に勤務していた54歳の電気技師A（プライバシー保護のため実名は省略する）であった[20]。Aは溶接工であった52歳のB（同様に実名は省略する）の胸を複数回殴った[20][21]。いくつかの文献によれば、この攻撃は基地の図書館でAが確認した書籍の顛末をBが幾度もネタバレしたために発生したという[22][23]。他の文献によれば、この攻撃はダイニングルームで発生したという。このときBはAを「このテーブルの上で踊ったらお金をあげるよ」と言ってからかったという[21]。どちらの記述によっても、攻撃の際に酔っ払っていたのはAの方であると考えられている[21][23]。彼らは約6か月間にわたって基地でともに働いており[19]、Aは明らかに感情が崩壊しているように見えた[24]。この主な原因は基地という隔離された場所に長期間閉じ込められていたことである可能性がある（このような症状は越冬症候群と呼ばれる場合がある）[24]。AとBは両方とも、お互いに対する問題が数か月間にわたってあったという[21]。Bはチリの病院に搬送された[19]。Aは基地の責任者によって引き取られ[20]、11日後にロシアに帰る飛行機に乗せられた[20]。帰国後、Aは12月8日ないし12月9日まで自宅軟禁処分となった[19][24]。2019年2月8日、Aはサンクトペテルブルクのヴァシレオストロフスキー地区（英語版、ロシア語版）で事前の事情聴取を受けた[25]。AはBに対する行為に対して罪悪感を持っており、更生するよりも課せられる刑罰を受け入れようと考えていた[25]。BはAをすでに許しており、Aの刑罰の減刑を提案していた[25]。公的な検察官はBの提案を支持しており、Aが反省していてそれ以前の犯罪歴がないことを強調した[25]。判事のアナトリー・コヴィンはAの刑を減刑することを決定した[25]。